# Campionati africani di atletica leggera 2018 - 1500 metri piani maschili
La specialità dei 1500 metri piani maschili ai campionati africani di atletica leggera di Asaba 2018 si è svolta il 4 e 5 agosto allo Stadio Stephen Keshi.

## Risultati

### Batterie
Qualificazione: i primi 5 di ogni batteria (Q) ed i 6 tempi più veloci degli esclusi (q) si qualificano in finale.
| Class | Gruppo | Atleta                       | Nazione            | Tempo   | Note |
| ----- | ------ | ---------------------------- | ------------------ | ------- | ---- |
| 1     | 1      | Elijah Manangoi              | Kenya              | 3:48.15 | Q    |
| 2     | 1      | Taresa Tolosa                | Etiopia            | 3:48.42 | Q    |
| 3     | 1      | Hicham Ouladha               | Marocco            | 3:48.65 | Q    |
| 4     | 1      | Ronald Musagala              | Uganda             | 3:48.87 | Q    |
| 5     | 1      | Aman Wote                    | Etiopia            | 3:49.16 | Q    |
| 6     | 1      | Charles Simotwo              | Kenya              | 3:49.85 | q    |
| 7     | 1      | Brahim Kaazouzi              | Marocco            | 3:51.45 | q    |
| 8     | 1      | Hiss Bachir Youssouf         | Gibuti             | ?:??.?? |      |
| 9     | 1      | Abdessalem Ayouni            | Tunisia            | ?:??.?? |      |
| 10    | 1      | Alex Ngouari Mouissi         | Rep. del Congo     | ?:??.?? |      |
| 11    | 1      | Benjamín Enzema              | Guinea Equatoriale | ?:??.?? |      |
| 12    | 1      | Santino Kenyi Oreng          | Sudan del Sud      | ?:??.?? | q    |
| 13    | 1      | Mohammed Dookun              | Mauritius          | ?:??.?? |      |
| 14    | 1      | Kyondwa Katapala             | RD del Congo       | ?:??.?? |      |
| N.D.  | 1      | Eric Nzikwinkunda            | Burundi            | dns     |      |
| 1     | 2      | Timothy Cheruiyot            | Kenya              | 3:42.65 | Q    |
| 2     | 2      | Ayanleh Souleiman            | Gibuti             | 3:42.90 | Q    |
| 3     | 2      | Abdalaati Iguider            | Marocco            | 3:43.35 | Q    |
| 4     | 2      | Jerry Motsau                 | Sudafrica          | 3:44.38 | Q    |
| 5     | 2      | Rashid Etiau                 | Uganda             | 3:44.56 | Q    |
| 6     | 2      | Samuel Tefera                | Etiopia            | 3:44.77 | q    |
| 7     | 2      | Abderraouf Boubaker          | Tunisia            | ?:??.?? |      |
| 8     | 2      | Geofrey Rutto                | Uganda             | 3:45.49 | q    |
| 9     | 2      | Paulo Amotun Lokoro          | Atleti rifugiati   | ?:??.?? | q    |
| 10    | 2      | Idow Ali                     | Somalia            | ?:??.?? |      |
| 11    | 2      | Adam Fadalla Abdelwahab Musa | Sudan              | ?:??.?? |      |
| N.D.  | 2      | Jach Majok Wol               | Sudan del Sud      | dns     |      |

### Finale
| Class   | Atleta              | Nazione          | Tempo   | Note                  |
| ------- | ------------------- | ---------------- | ------- | --------------------- |
| Oro     | Elijah Manangoi     | Kenya            | 3:35.20 | Record dei campionati |
| Argento | Timothy Cheruiyot   | Kenya            | 3:35.93 |                       |
| Bronzo  | Ronald Musagala     | Uganda           | 3:36.41 |                       |
| 4       | Ayanleh Souleiman   | Gibuti           | 3:37.18 |                       |
| 5       | Aman Wote           | Etiopia          | 3:38.49 |                       |
| 6       | Abdalaati Iguider   | Marocco          | 3:39.20 |                       |
| 7       | Santino Kenyi Oreng | Sudan del Sud    | 3:40.99 |                       |
| 8       | Charles Simotwo     | Kenya            | 3:42.11 |                       |
| 9       | Hicham Ouladha      | Marocco          | 3:42.61 |                       |
| 10      | Samuel Tefera       | Etiopia          | 3:45.38 |                       |
| 11      | Taresa Tolosa       | Etiopia          | 3:49.48 |                       |
| 12      | Rashid Etiau        | Uganda           | 3:50.00 |                       |
| 13      | Jerry Motsau        | Sudafrica        | 3:50.68 |                       |
| 14      | Geofrey Rutto       | Uganda           | 3:50.85 |                       |
| 15      | Paulo Amotun Lokoro | Atleti rifugiati | 4:03.44 |                       |
| N.D.    | Brahim Kaazouzi     | Marocco          | dns     |                       |